# 普尔斯尼茨
普尔斯尼茨（德語：Pulsnitz，發音：[ˈpʊlsnɪts] ⓘ，發音：[ˈpɔwtʃnʲitsa]）是德国萨克森州包岑县的城市，面积26.75平方千米，2023年12月31日人口为7,301人。